# Адријано Паната
Адријано Паната (итал. Adriano Panatta; рођен 9. јула 1950. године у Риму, Италија) је бивши италијански тенисер.

## Каријера
Најбољи пласман на АТП листи му је четврто место. Једини је играч коме је успело да на Ролан Гаросу победи Бјерна Борга, а то је урадио два пута. Освојио је титулу на Ролан Гаросу 1976. године.
У каријери Паната је освојио десет турнира у синглу и седамнаест у дублу. Повукао се 1983. године.

## Гренд слем финала

### Појединачно 1 (1—0)
| Исход  | Година | Турнир      | Подлога | Противник      | Резултат           |
| Победа | 1976   | Ролан Гарос | Шљака   | Харолд Соломон | 6–1, 6–4, 4–6, 7–6 |